# Ludvig Anton, hertug af Angoulême
Luvig Anton af Frankrig, hertug af Angoulême (6. august 1775 - 3. juni 1844) var ældste søn af Karl 10. af Frankrig og den sidste Dauphin af Frankrig fra 1824 til 1830. Han var teknisk set konge af Frankrig og Navarra i mindre end 20 minutter, inden han selv abdicerede efter sin fars abdicering under Julirevolutionen i 1830. Han regerede aldrig over landet, men efter sin fars død i 1836 var han den legitimisternes tronprætendent som Ludvig 19.
Han var en petit-fils de France (barnebarn af Frankrig) ved fødslen og var oprindeligt kendt som Louis Antoine d'Artois (Ludvig Anton af Artois). Efter sin fars tronbestigelse blev han fils de France (barn af Frankrig) og hans efternavn blev til de France efter den kongelige skik for fyrster med en sådan rang.

## Biografi

### Tidlige liv
Ludvig Anton blev født i Versailles som den ældste søn af Karl Filip, greve af Artois, den yngste bror til kong Ludvig 16. af Frankrig. Han blev født et år efter sin oldefar Ludvig 15.'s død. Hans mor var prinsesse Maria Teresa af Savoyen (kendt som Marie Thérèse i Frankrig), datter af Victor Amadeus 3. af Sardinien og Maria Antonia af Spanien.
Fra 1780 til 1789 blev Louis Antoine og hans yngre bror, Charles Ferdinand, hertug af Berry, uddannet af Armand-Louis de Sérent marquis de Sérent, deres privatlærer, på slottet Beauregard, få kilometer fra Versailles. Ved udbruddet af den Franske revolution i 1789 fulgte de to unge hertuger deres far i eksil, først til Torino, derefter til Tyskland og endelig til England.
I 1792 sluttede Ludvig Anton sig til emigré-hæren under sin fætter Ludvig Josef af Bourbon, prinsen af Condé.
I juni 1795 udråbte hans onkel, greven af Provence, sig selv til Kong Ludvig 18. Senere samme år ledte den 20-årige Ludvig Anton et mislykket royalistisk oprør i Vendée. I begyndelsen af 1797 sluttede han sig til sin bror og onkel i det tyske Hertugdømme Braunschweig i håb om at blive medlem af den østrigske hær. Østrigs nederlag til Frankrig tvang dem på flugt, og de søgte tilflugt i Mittau, Kurland, under Kejser Paul 1. af Ruslandsbeskyttelse.
Der giftede han sig den 10. juni 1799 med sin kusine, Marie Thérèse af Frankrig, det ældste barn af Ludvig 16. og Marie-Antoinette og det eneste medlem af den umiddelbare kongelige familie, der overlevede den Franske revolution. Siden frigivelsen fra fængslet i 1795 havde hun opholdt sig ved det østrigske hof. De fik ingen børn.

### Militærtjeneste
I april 1800 overtog Ludvig Anton kommandoen over et kavaleriregiment i den bayerske hær og tog del i Slaget ved Hohenlinden mod franskmændene og viste visse krigsevner.
I begyndelsen af 1801 indgik Kejser Paul fred med Napoleon, og det franske hof i eksil flygtede til Warszawa, der på det tidspunkt var kontrolleret af Preussen. I de næste ti år ledsagede og rådgav Ludig Anton sin onkel, Ludvig 18. De vendte tilbage til Rusland, da Aleksandr 1. blev kejser, men i midten af 1807 tvang traktaten mellem Napoleon og Aleksandr dem til at søge tilflugt i England. Der i Hartwell House i Buckinghamshire, genoprettede Kong Ludvig sit hof, og Ludvig Anton blev tildelt et beløb på 300£ om måneden. To gange (i 1807 og 1813) forsøgte han at vende tilbage til Rusland for at deltage i kampen mod Napoleon, men blev nægtet tilladelse af kejseren. Han forblev i England indtil 1814, da han sejlede til Bordeaux, som havde erklæret sig for kongen. Hans indrejse i byen den 12. marts 1814 blev betragtet som starten på Bourbon-restaureringen. Derefter kæmpede Ludvig Anton sammen med hertugen af Wellington for at genoprette sin fætter Ferdinand 7.'s kontrol over Spaniens trone.

### Flugt til England og tilbagekomst
Ludvig Anton kunne ikke forhindre Napoleons tilbagevenden til Paris som leder af den royalistiske hær i den sydlige Rhônedalen, og han blev igen tvunget på flugt til England i løbet af "De hundrede dage". Han tjente loyalt Ludvig 18. efter Napoleons endelige nederlag ved Waterloo. I 1823 ledte han en fransk hær sendt til Spanien at genoprette den spanske konges absolutte magt, kendt som de ethundredtusind sønner af Saint Louis. Han vandt sejren i slaget ved Trocadero, hvorefter den reaktionære magt blev genoprettet hos Kong Ferdinand 7. af Spanien. For denne bedrift fik han tildelt titlen som en prins af Trocadero.  
Efter kongens død i 1824 blev hans far Kong Karl 10. og Ludvig Anton blev Dauphin, arvingen til tronen. Han støttede sin fars reaktionære politik, som fjernede Frankrigs nylige revolutionære og kejserlige fortid og udviste tidligere imperialister fra hæren.

### Julirevolution
Folkemængder af vrede demonstranter krævede Karls og hans efterkommeres abdicering i juli 1830, under det, der blev kendt som Julirevolutionen, til fordel for sin fætter Ludvig-Filip, hertugen af Orléans. De sendte en delegation til Tuilerierne for at tvinge ham til det. Karl underskrev modvilligt dokumentet om abdiceringen den 2. august 1830. Ludvig Anton fulgte efter 20 minutter senere. Det siges, at Ludvig Anton brugte denne tid på at lytte til sin hustrus bønner om ikke at underskrive, mens den tidligere Karl 10. sad og græd. Derefter abdicerede han også (til fordel for sin nevø, Henrik, hertugen af Bordeaux). For sidste gang rejste han i eksil, hvor han blev kendt som "greven af Marnes ". Han vendte aldrig tilbage til Frankrig.
Ludvig Anton og hans hustru rejste til Edinburgh, Skotland, i november 1830 og indkvarterede sig i et hus på 21 (nu 22) Regent Terrace nær Holyrood Palace, hvor Karl 10. boede.
Kejser Frans 1. af Østrig tilbød borgen i Prag til det kongelige følge i 1832, og Ludvig Anton og Karl 10. flyttede dertil. Frans 1. døde imidlertid i 1835, og hans efterfølger Ferdinand 1. af Østrig fortalte den forhenværende franske kongefamilie, at han havde brug for paladset til sin kroning i sommeren 1836. De franske konger i eksil og deres følge forlod derfor borgen og ankom til sidst til Grafenberg-paladset i Gorizia den 21. oktober 1836.
Mange legitimister anerkendte ikke abdiceringerne som gyldige og anerkendte Karl 10. som konge indtil hans død i 1836, hvor Ludvig 19. efterfulgte ham. Ludvig Anton døde i Gorizia, Kejserriget Østrig, i 1844, 69 år gammel. Han blev begravet i sin far Karl 10.'s krypt i kirken i det franciskanske kloster Kostanjevica nær Gorizia, nu Nova Gorica, Slovenien. Efter hans død blev hans nevø Henrik, hertugen af Bordeaux, leder af Frankrigs kongelige familie som Henrik 5., skønt han brugte titlen som greven af Chambord i eksil.

## Titler og stilarter
- 6. august 1775 - 16. september 1824: Hans Kongelige Højhed Hertugen af Angoulême
- 16. september 1824 - 2. august 1830: Hans Kongelige Højhed Dauphin af Frankrig, Hertug af Angoulême
- 2. august 1830 - 2. august 1830: Hans Majestæt Kongen af Frankrig
- 2. august 1830 - 3. juni 1844: Hans Kongelige Højhed Greven af Marnes

## I fiktion og film
Den nyfødte hertug af Angoulême fremstilles af en ukrediteret skuespiller i en kort scene fra Sofia Coppolas film Marie Antoinette. Denne scene indeholder en stor fejl, da den fejlagtigt nævner hans forældre som Ludvig 18. og Marie Josefina af Savoyen, som aldrig fik børn.